# سحر دولتشاهی
سحر دولتشاهی (زادهٔ ۱۶ مهر ۱۳۵۸) بازیگر اهل ایران است. او در رشتهٔ ادبیات نمایشی و مترجمی زبان فرانسه تحصیل کرده است. تئاتر نیمروز خواب آلود (۱۳۸۰) نخستین کار حرفه‌ای او و فیلم چهارشنبه‌سوری (۱۳۸۴) نخستین حضور او در سینما بود.
دولتشاهی دو بار برای نقش‌آفرینی در فیلم‌های عصر یخبندان (۱۳۹۳) و چهارراه استانبول و عرق سرد (۱۳۹۶) برندهٔ سیمرغ بلورین بهترین بازیگر نقش مکمل زن جشنواره فیلم فجر شده است. او برای بازی در مجموعهٔ قورباغه (۱۳۹۹–۱۴۰۰) نامزد بهترین بازیگر زن درام از جشن حافظ شد. وی از آن زمان در فیلم درام آتابای (۱۳۹۸) حضور یافته و برای نبودنت (۱۴۰۲) نامزد سیمرغ بلورین بهترین بازیگر زن شد.

## اوایل زندگی
«من همیشه علاقه خاصی به موسیقی داشتم و در سنین خیلی کم سه تار می‌زدم که دنبال نکردم. همیشه هم سعی کردم رابطه ام را با موسیقی حفظ کنم؛ از کلاس‌های سولفژی که در دانشگاه گذراندم تا دوره‌های آوازی که رفتم.»

گفت‌وگو با سحر دولتشاهی، وبگاه انتخاب
سحر دولتشاهی در ۱۶ مهر ۱۳۵۸ در تهران زاده شد. او از همان سنین کم، کارت مربیگری و نجات غریق داشت و در خیلی از مسابقات مادرش را همراهی می‌کرد. او در ابتدا در رشته مهندسی شیمی مشغول به تحصیل بود که از این رشته انصراف داد. وی دانش‌آموخته رشته ادبیات نمایشی از دانشگاه سوره و لیسانس مترجمی زبان فرانسه از دانشگاه آزاد است.

### خانواده
مادر او نایب‌رئیس فدراسیون شنا و هیئت علمی دانشگاه تربیت معلم و پدرش مهندس مکانیک است. او یک خواهر (نسیم) و یک برادر (روزبه) دارد. روزبه دانش‌آموخته دانشگاه شهید بهشتی و کارشناس ارشد محاسبات در کانادا و نسیم دانش‌آموخته دانشگاه تهران و دکترای باستان‌شناسی در برلین است. خانوادهٔ او از نوادگان خاندان قاجاری دولتشاهی هستند.

## حرفه
دولتشاهی از ۲۰ سالگی با بازی در تئاترهای تجربی وارد کار بازیگری شد. یک سال بعد، از طرف مرضیه برومند برای بازی در سریال کتاب‌فروشی هدهد دعوت شد. او در تئاتر با کارگردان‌هایی مانند حمید امجد، آتیلا پسیانی و امیررضا کوهستانی همکاری داشته و در نمایش‌نامه خشکسالی و دروغ ایفای نقش کرد. او برای بازی در دو نمایش بینوایان و ترن نامزد بهترین بازیگر زن تئاتر شد. دولتشاهی برای بازی در فیلم طلا و مس نام او در میان نامزدهای تندیس بهترین بازیگر نقش مکمل زن از جشن منتقدان سینما قرار گرفت. سال‌های ۱۳۹۳ و ۱۳۹۴ پرکارترین سال‌های کارنامه هنری دولتشاهی بودند. او در این دو سال مجموعاً در ۸ فیلم بازی کرد.
دولتشاهی همچنین در برنامه تلویزیونی گپ مجری و برنامه دیگری به نام عقاید یک آکتور سینما مصاحبه‌کننده بود. او در دو برنامه تلویزیونی رادیو هفت و کتاب دا راوی و گوینده متن بود. همچنین گزارشگری را در فیلم مستندی با نام یادداشت‌های شهر شلوغ تجربه کرد.

### سینما
او در دهه اول حضور در سینما با اغلب کارگردانان صاحب‌سبک سینمای ایران چون عباس کیارستمی، بهرام بیضایی، بهمن فرمان‌آرا، اصغر فرهادی و مسعود کیمیایی همکاری داشت. ایفای نقش نیلوفر در فیلم وارونگی مورد توجه منتقدان غیر ایرانی قرار گرفت که یکی از بهترین ایفای نقش‌های او تاکنون به‌شمار می‌رود. او با این فیلم در ۶۹امین مراسم جشنواره  کن حضور پیدا کرد. نقش دیگری که موجب دریافت نخستین سیمرغ بازیگری برای او شد نقش عسل در فیلم عصر یخبندان بود. عسل صاحب آرایشگاهی زنانه بود که در واقعیت در نقش ساقی مواد مخدر و کشاندن زنان به پارتی‌های شبانه هم فعالیت می‌کرد. نقش مهرانه نوری در فیلم عرق سرد و فرنگیس، زنی باردار با گویش گیلکی در چهارراه استانبول از دیگر نقش‌آفرینی‌های او هستند. در فیلم عرق سرد سکانس مولودی‌خوانی شخصیت مهرانه نوری از این فیلم حذف شد.

#### دهه ۱۳۸۰
سحر دولتشاهی با ایفای نقش کوتاهی در فیلم چهارشنبه سوری سومین اثر ساخته اصغر فرهادی بازیگری در سینما را تجربه کرد. فرهادی، سحر دولتشاهی را برای نقش کوتاهی در حد سه سکانس در فیلم چهارشنبه سوری انتخاب کرد. این فیلم از پرتماشاگرترین فیلم‌های اکران شده در سال ۱۳۸۵ بود.
سال ۱۳۸۵ در دومین حضور در سینما در فیلم میم مثل مادر ساخته رسول ملاقلی‌پور در کنار بازیگرانی چون گلشیفته فراهانی، علی شادمان، حسین یاری، جمشید هاشم‌پور نقش‌آفرینی کرد که دومین فیلم پرمخاطب بود. او در این فیلم نقش فرزانه را بازی کرد که خبرنگار بود. فرزانه، دوست سپیده با بازی گلشیفته فراهانی بود که در کار خبری تلاش می‌کرد به واسطه شغل خود مشکلات دوستش را حل کند.
در سال ۱۳۸۷ در فیلم شیرین ساخته عباس کیارستمی و وقتی همه خوابیم به کارگردانی بهرام بیضایی حضور پیدا کرد. دو فیلم وقتی همه خوابیم در نوروز ۱۳۸۸ و شیرین در ۲۸ دی ۱۳۹۰ اکران شدند.
دولتشاهی در فیلم طلا و مس ساخته همایون اسعدیان نامزد جایزه بهترین بازیگر نقش دوم زن از چهاردهمین جشن خانه سینما شد. او در این فیلم نقش سرپرستار بیمارستانی را بازی می‌کرد که همسر یک روحانی به دلیل بیماری ام‌اس در آن بستری است. این فیلم در بیست و هشتمین جشنواره فیلم فجر در شش بخش بهترین فیلم، کارگردانی، فیلمنامه، تدوین، موسیقی متن و چهره‌پردازی نامزد شد که سیمرغ بلورین بهترین بازیگر نقش اول زن با بازی نگار جواهریان را دریافت کرد.
او در سال ۱۳۸۹ در دو فیلم دونده زمین ساخته کمال تبریزی و سوگ به کارگردانی مرتضی فرشباف حضور داشت. این دو فیلم پس از سال‌ها توقیف در سال‌های ۱۳۹۵ و ۱۳۹۶ اکران شدند که مورد استقبال چندانی قرار نگرفتند. سحر دولتشاهی به همراه پیمان معادی در فیلم سوگ در نقش صداپیشه حضور یافتند. این فیلم در سه جشنواره جهانی پوسان، دوویل و شب‌های سیاه تالین موفق به کسب چهار جایزه شد.

#### دهه ۱۳۹۰
دولتشاهی در سال ۱۳۹۱ در فیلم آسمان زرد کم‌عمق که در سی و یکمین جشنواره فیلم فجر برنده سیمرغ بلورین بهترین تدوین شد در کنار ترانه علیدوستی، صابر ابر و حمیدرضا آذرنگ نقش‌آفرینی کرد. این فیلم از طرف نویسندگان و منتقدان با تحسین مواجه شد. او سال ۱۳۹۲ نقش کوتاهی در فیلم متروپل ساخته مسعود کیمیایی داشت. فیلم مستانه ساخته حسین فرح‌بخش با بازی میلاد کی‌مرام، باران کوثری، آتیلا پسیانی و فرهاد اصلانی نخستین حضور او به عنوان نقش اصلی زن بود. این فیلم در در ۲۸ آبان ۱۳۹۳ اکران شد.
سال ۱۳۹۳ دو فیلم عصر یخبندان ساخته مصطفی کیایی و شکاف به کارگردانی کیارش اسدی‌زاده با بازی او اکران شدند. وی برای بازی در عصر یخبندان موفق به دریافت سیمرغ بلورین بهترین بازیگر نقش مکمل زن شد. در فیلم عصر یخبندان بازیگرانی چون بهرام رادان، مهتاب کرامتی، فرهاد اصلانی، ژاله صامتی، محسن کیایی و آنا نعمتی حضور داشتند. این فیلم که در تاریخ ۳ تیر ۱۳۹۴ اکران شده بود در ۷ بخش جشنواره فجر نامزد شد. او در هنگام دریافت جایزه بهترین بازیگر نقش مکمل زن گفت:
امیدوارم این جشنواره جشن واقعی خانواده سینما باشد، تجدید دیدار کنیم و از دیدن فیلم‌ها لذت ببریم و دلخوری‌ها از همدیگر کمتر باشد.
در سال ۱۳۹۵ سحر دولتشاهی ۵ فیلم در حال اکران داشت. فیلم بارکد ساخته مصطفی کیایی در ۱۹ خرداد ۱۳۹۵ اکران شد و از پرتماشاگرترین فیلم‌های اکران شده در این سال بود. در این فیلم بهرام رادان، محسن کیایی، بهاره کیان‌افشار، رضا کیانیان و پژمان بازغی حضور داشتند. نیم‌رخ‌ها ساخته ایرج کریمی، وارونگی به کارگردانی بهنام بهزادی و مرگ ماهی اثر روح‌الله حجازی و دونده زمین به کارگردانی کمال تبریزی فیلم‌هایی بودند که با بازی سحر دولتشاهی در سال ۱۳۹۵ اکران شدند. او برای فیلم وارونگی در سی و ششمین جشنواره فیلم فجر در بخش بهترین بازیگر نقش اول زن نامزد دریافت این جایزه شد. اولین نمایش مردمی وارونگی با حضور بازیگران و عوامل آن روز چهارشنبه ۸ دی ۱۳۹۵ در پردیس ملت برگزار شد. این فیلم توانست جایزه بهترین فیلم از جشنواره مد ایتالیا را از آن خود کند و در بخش نوعی نگاه جشنواره کن، جشنواره‌های ونکوور، هامبورگ، کمبریج، مِد ایتالیا، کرلا، جشنواره فیلم‌های ایرانی کانادا و هفته فیلم‌های ایرانی پاریس و جشنواره فیلم دبی روی پرده رفت و مورد استقبال مخاطبان و منتقدان قرار گرفت.

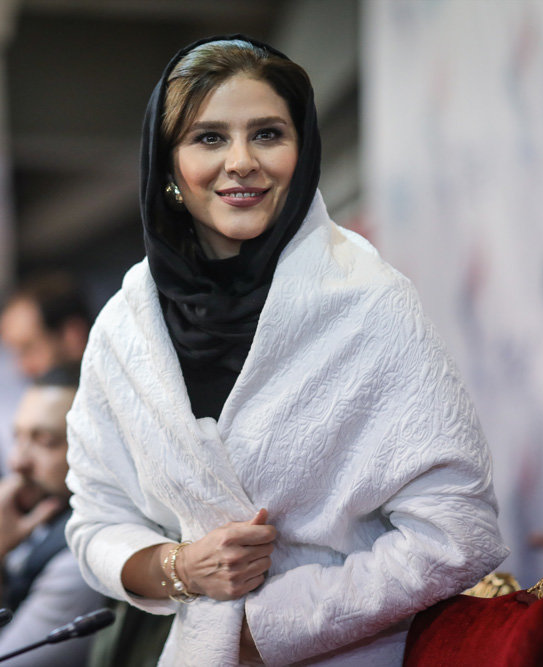
در سی و ششمین جشنواره فیلم فجر

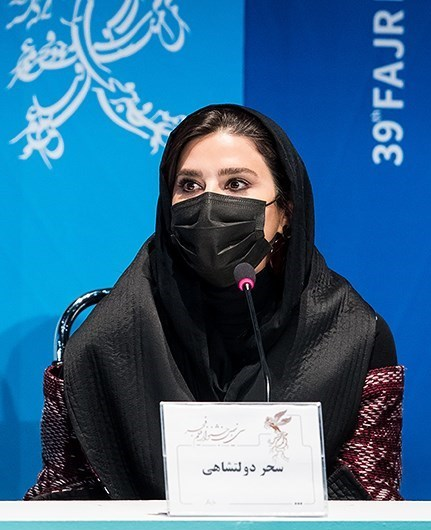
در سی و نهمین جشنواره فیلم فجر

در سال ۱۳۹۷ سه فیلم دلم می‌خواد ساخته بهمن فرمان‌آرا، چهارراه استانبول به کارگردانی مصطفی کیایی و عرق سرد ساخته سهیل بیرقی با نقش‌آفرینی سحر دولتشاهی اکران شدند. در این سال او برای بازی در دو فیلم چهارراه استانبول و عرق سرد برای دومین بار برنده بهترین بازیگر نقش مکمل زن در در سی و ششمین جشنواره فیلم فجر شد. سازندگان فیلم عرق سرد در رابطه با سکانس حذف شده سحر دولتشاهی نوشتند: «تیم سازنده با پذیرش این سانسور فکر می‌کردند اکران فیلم را نجات می‌دهند چون موضع‌گیری اولیه با فیلم به‌گونه‌ای بود که امید به نمایش عمومی نداشتیم. پس از پذیرش شرط حذف مولودی خیال همه از اکران راحت شد؛ طولی نکشید که درست یک روز قبل از اکران، فیلم توسط حوزه هنری تحریم شد و از ۱۲۰ سالن، قریب به صد سالن را برای اکران از دست داد!!! نه فیلم نجات یافت و نه اکران فیلم!!!» او در این فیلم با پوشیدن چادر تصویر متفاوتی از زنان مدیر و سخت‌گیر دولتی را به نمایش گذاشت.
در سال ۱۳۹۸ دو فیلم رضا اولین ساخته علیرضا معتمدی و امیر ساخته نیما اقلیما با بازی او در در سی و ششمین جشنواره فیلم فجر اکران شدند. برای فیلم امیر در هشتمین جشنواره فیلم‌های ایرانی استرالیا جایزه تقدیر ویژه بهترین بازیگر زن به سحر دولت‌شاهی اهدا شد. در این فیلم او در نقش «ریما» حضوری متفاوت دارد و نقش زنی با مشکلات روحی و روانی را بازی کرد. در سی و ششمین جشنواره فیلم فجر با حضور در فیلم‌های عرق سرد، امیر و چهار راه استانبول یکی از پرکارترین بازیگران این دوره از جشنواره بود.
دو فیلم آتابای ساخته نیکی کریمی و خط فرضی به کارگردانی فرنوش صمدی آخرین آثار وی در دهه ۱۳۹۰ هستند. آتابای فیلمی با زبان ترکی در ژانر درام و عاشقانه است و هادی حجازی‌فر فر و جواد عزتی نیز در آن به ایفای نقش پرداخته‌اند. خط فرضی ساخته به تهیه‌کنندگی علی مصفا که در سی و نهمین جشنواره فیلم فجر رونمایی شد در بیش از ۲۵ جشنواره در جهان حضور داشته است. تا پایان دهه ۱۳۹۰ چند فیلم از جمله لابی، ارادتمند؛ نازنین بهاره تینا به کارگردانی عبدالرضا کاهانی، خط فرضی و فرزند صبح ساخته بهروز افخمی با بازی وی همچنان اکران عمومی نشده‌اند.
دولتشاهی برای بازی در نقش اصلی نبودنت (۱۴۰۲) نامزد سیمرغ بلورین بهترین بازیگر زن شد.

### تلویزیون
سریال کتاب‌فروشی هدهد ساخته مرضیه برومند نخستین تجربه سحر دولتشاهی در تلویزیون بود. مسافران، نابرده رنج، توطئه فامیلی و آب‌پریا از دیگر مجموعه‌های تلویزیونی شاخص در کارنامه او هستند. نقش ناهید در سریال مسافران به کارگردانی رامبد جوان از نقش‌های برجسته او در تلویزیون است. در این سریال «ناهید» مأمور فرازمینی است که مناسبات و ارتباطات انسانی در زمین را درک نمی‌کند.

### نمایش خانگی
نخستین حضور او در نمایش خانگی بازی در نقش سامیه در فصل سوم مجموعهٔ قلب یخی بود. او در این مجموعه در نقش یک شهرآشوب و رئیس باند خلافکاران، با گریمی متفاوت حضور پیدا کرد. سریال عالیجناب در آذر ۱۳۹۶ با بازی در در نقش «ژآن» منتشر شد. در فصل دوم مجموعهٔ ساخت ایران در نقش بیتا نیاکان حضور داشت که تجربه موفقی نبود.
در سال ۱۳۹۹ در نقش فرانک بهرامی در مجموعه قورباغه ساخته هومن سیدی ایفای نقش کرد که از پربیننده‌ترین و متفاوت‌ترین آثار تولید شده در نمایش خانگی بود. در این سریال بازیگرانی چون نوید محمدزاده، صابر ابر، فرشته حسینی، آناهیتا افشار و مهران غفوریان نیز حضور داشتند. او برای نقش آفرینی در این سریال نامزد بخش بهترین بازیگر زن درام تلویزیونی در جشن حافظ شد.
می‌خواهم زنده بمانم ساخته شهرام شاه‌حسینی در اسفند ۱۳۹۹ منتشر شد که با استقبال خوب مخاطبان همراه شد. او در این مجموعه در نقش «هما حقی» به ایفای نقش پرداخت که یکی از شخصیت‌های جذاب سریال بود. عشق، صداقت و اراده بارزترین ویژگی‌های هما بودند، سحر دولتشاهی از همان ابتدا توانست تصویر واقعی خود را کنار بگذارد و هما را مقابل چشم مخاطبان قرار دهد. حامد بهداد، پدرام شریفی، علی شادمان و آناهیتا درگاهی از دیگر بازیگران این مجموعه هستند. تیتراژ این سریال را همایون شجریان خوانده است. داستان این سریال در دهه ۱۳۶۰ خورشیدی رخ می‌دهد.
دولتشاهی در سال ۱۴۰۳ در مجموعهٔ داریوش ایفای نقش کرد. او در قسمت هفتم با هم‌بازی‌اش آتش تقی‌پور در حال انجام حرکاتی شبیه رقص بود. قوه قضائیه اعلام کرد که با دولتشاهی و سازندگان مجموعه، به‌دلیل اعمال خلاف موازین اسلامی برخورد قضایی شده است.

### تئاتر
«در دبیرستان خانم نغمه ثمینی با ما تئاتر کار می‌کردند و عاشقانه دوست‌شان داشتم و هنوز هم رابطه من با ایشان همان‌طور عاشقانه است.»

گفت‌وگو با سحر دولتشاهی، وبگاه انتخاب

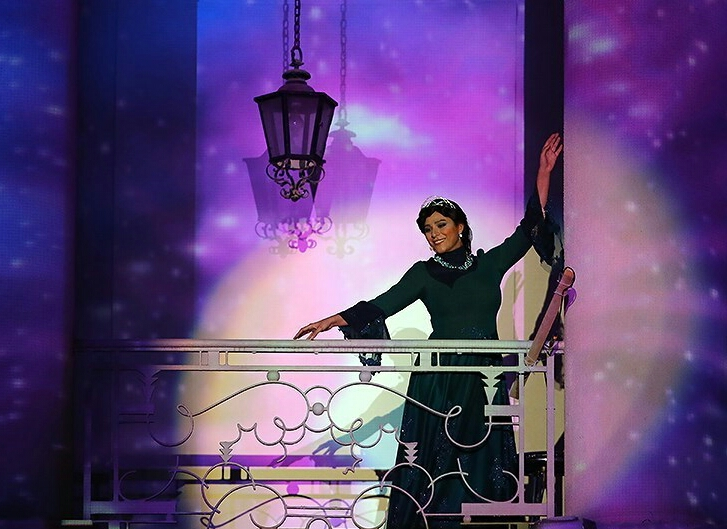
در کنسرت نمایش سی، مرداد ۱۳۹۶

دولتشاهی فعالیت خود در تئاتر را از اواخر دهه ۱۳۷۰ با تئاترهای دانشجویی آغاز کرد. شروع حرفه‌ای او در تئاتر در سال‌های ۱۳۷۹ و ۱۳۸۰ بودند. او طی ۱۷ سال او در ۳۰ نمایش بازی کرد و در نمایش قوی‌تر کارگردانی مشترک با آیت نجفی را هم تجربه کرده است. او سابقه‌ای طولانی در تئاتر دارد و یکی از اعضای گروه آتیلا پسیانی بود. در گروه تئاتر بازی فاطمه نقوی، ستاره پسیانی، سحر دولتشاهی، و خسرو پسیانی حضور داشتند.
او در نمایش جاده طولانی مارپیچ به کارگردانی رضا گوران و بازی امین زندگانی در تالار چهارسو حضور داشت. در نمایش ترن که با حاشیه‌های بسیاری بر روی صحنه سالن اصلی تئاتر شهر رفت، ریما رامین‌فر جای خود را به سحر دولتشاهی داد. او برای بازی در این نمایش نامزد بهترین بازیگر زن تئاتر در سی و یکمین جشنواره بین‌المللی تئاتر فجر شد. دولتشاهی در نمایش تن‌تن و راز قصر مونداس از آروند دشت‌آرای در ۵ بهمن ۱۳۹۱ در سالن شماره یک تماشاخانه ایرانشهر، و در نمایش زنی از گذشته به کارگردانی محمد عاقبتی روی صحنه رفت. همچنین در نمایش خانه سربی به نویسندگی و کارگردانی علی نرگس‌نژاد که در در سالن اصلی تئاتر شهر اجرا شد حضور داشت.
دولتشاهی در کنسرت نمایش سی نقش رودابه مادر رستم را بازی کرد. پس از آن در نمایش موزیکال بینوایان حضور یافت. این نمایش موزیکال در پاییز ۱۳۹۷ در سالن رویال هال هتل اسپیناس پالاس روی صحنه رفت. او برای بازی در نمایش بینوایان نامزد بخش بهترین بازیگر زن شد. سحر دولتشاهی در کنسرت نمایش سی که با بیش ۱۲۰ هزار تماشاگر در کاخ سعدآباد اجرا شد حضور مؤثری داشت. نمایشنامه کلفت‌ها که نوشته ژان ژنه نویسنده فرانسوی است و از مهم‌ترین آثار ادبیات نمایشی جهان به‌شمار می‌آید در تیر ۱۴۰۱ با طراحی و کارگردانی مرتضی میرمنتظمی برای اجرا در تالار وحدت با بازی صابر ابر، سحر دولتشاهی و الهام کردا در حال آماده‌سازی بود.
سحر دولتشاهی و آتیلا پسیانی در هفت تئاتر در مقام کارگردان و بازیگر حضور داشته‌اند.
- کلاغ و دوچرخه در سال ۱۳۸۳
- تلخ مثل عسل در سال ۱۳۸۳: در تالار سایه مجموعه تئاتر شهر روی صحنه رفت.[۹۳]
- تیغ و ماه در سال ۱۳۸۵: این نمایش اوایل سال ۱۳۸۵ در تالار چهارسو به صحنه رفت. قسمت سوم از سه‌گانه‌ای است که قسمت‌های پیشین آن در سال‌های ۱۳۷۹ و ۱۳۸۲ اجرا شده بودند. گنگ خواب دیده نخستین قسمت از این نمایش است و به فاصله چند سال بعد نمایش تلخ مثل عسل اجرا شد. نمایشی که در ۵۰ دقیقه و با محوریت موسیقی و نور اجرا شد.[۹۴][۹۵]
- زخمه بر رمل در سال ۱۳۸۵: این نمایش که ۲۸ عاشقانه است، تأثیرات یک واقعه به شکل نماهای مجزا و انتزاعی تصویر می‌شود.[۹۶]
- آناتو تیغ در سال ۱۳۸۵
- یک سمفونی ناکوک در سال ۱۳۸۶:[۹۷] که کاری از گروه تئاتر بازی است بر گرفته از رمان مرشد و مارگریتا اثر مشهور میخاییل بوگلاکف است.[۹۸]
- کشتی شیطان در سال ۱۳۸۷: این نمایش به داستان چهار زن می‌پردازد که در یک جزیره زندگی می‌کنند و حضور یک کشتی غریبه زندگی آن‌ها را دستخوش تغییراتی می‌کند.[۹۹]

### صداپیشگی

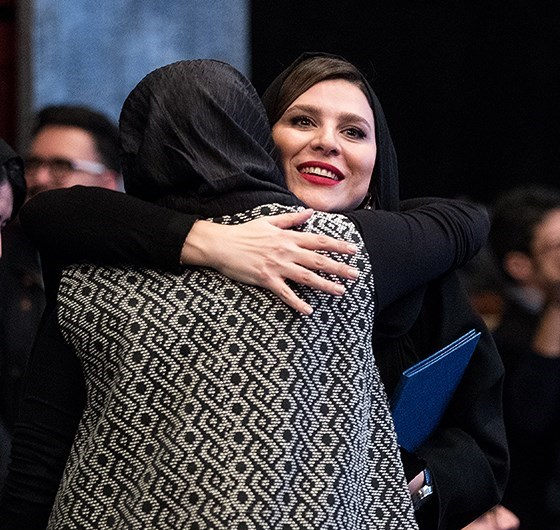
در دوازدهمین جشن منتقدان سینمای ایران

او صداپیشگی نسخه صوتی کتاب آهوی بخت من گزل نوشته محمود دولت‌آبادی و بانو گوزن نوشتهٔ مریم حسینیان و نیز فیلم گذشته اصغر فرهادی را تجربه کرده است. فیلم کازابلانکا نیز توسط او پرده‌خوانی شده است.

### مستند
او تاکنون در دو مستند یادداشت‌های شهر شلوغ و ابراهیم در آتش حضور داشته است. مستند ۴۰ دقیقه‌ای یادداشت‌های شهر شلوغ نگاهی به جامعه شهری تهران دارد و در مسیر میدان راه‌آهن تا تجریش نگاهی اجتماعی نسبت به افراد مختلف و واکنش‌های متفاوت آنها می‌کند. سحر دولتشاهی به همراه افشین هاشمی در این فیلم حضور داشت.
او در مستند ابراهیم در آتش ساخته امید بنکدار و کیوان علیمحمدی به تهیه‌کنندگی ناهید دل‌آگاه که دربارهٔ ابراهیم اصغرزاده از کشته‌شدگان پرواز ۹۵۶ ایران ایرتور است نقش راوی مستند را دارد. این مستند ۴۳ دقیقه‌ای که از مجموعه «یک فیلم، یک حقیقت» است جایزه پرتره را از جشنواره آوینی دریافت کرد.

### هیئت داوران
در سال ۲۰۱۷ او به عنوان داور برای حضور در جشنواره بین‌المللی فیلم دبی دعوت شد و یکی از داوران اختتامیه جشنواره فیلم‌های ایرانی استرالیا بود. جشنواره فیلم‌های ایرانی استرالیا یک نهاد مستقل فرهنگی است و توسط مؤسسه دریچه سینما برگزار می‌شود.
او همچنین یکی از داوران اصلی فستیوال kinobravo روسیه در سال ۲۰۲۴ بود.

## دیگر فعالیت‌ها
سحر دولتشاهی در آبان ۱۳۹۴ با حضور در همایش بررسی نقش عوامل روان‌شناختی در کنترل دیابت در تالار وزارت کشور، از انجمن دیابت ایران، حلقه‌های آبی دریافت کرد تا به عنوان سفیران بیماری دیابت، اطلاعات مربوط به این بیماری را به دیگران انتقال دهد. او به همراه دیگر بازیگران در پویش سفیران آگاهی‌بخشی دربارهٔ دیابت مشارکت کرد. سحر دولتشاهی با انتشار عکسی در صفحه شخصی خود در اینستاگرام نوشت: «دبستان پسرانه واله. به امید روزی که مبتلایان به دیابت کم و کمتر باشن».
در سال ۱۳۹۵ در دیدار با معاون امور زنان و خانواده ریاست جمهوری برای اطلاع‌رسانی و دیدار با خانواده‌های زندانیان جرایم غیرعمد به عنوان سفیر پویش ارمغان انتخاب شد. ارمغان پویشی برای آزادی زنان زندانی جرایم غیرعمد است. او به مناسبت روز جهانی منع خشونت علیه زنان متنی را دربارهٔ خشونت علیه زنان  منتشر کرد.

## زندگی شخصی
او در ۲۷ اسفند ۱۳۸۷ با رامبد جوان که آشنایی آنها از تئاتر شکل گرفته بود ازدواج کرد و در سال ۱۳۹۳ از وی جدا شد. ۱۶ مهر ۱۴۰۱ خبر توقیف پاسپورت علی دایی، همایون شجریان و دولتشاهی در فرودگاه بین‌المللی امام خمینی، هنگام ورود به ایران بازتاب زیادی در رسانه‌ها داشت. همایون شجریان در مهر ۱۴۰۲ در مصاحبه با عادل فردوسی‌پور اعلام کرد که با دولتشاهی رابطه عاشقانه دارد.

## جوایز و نامزدی‌ها
او دو بار برندهٔ سیمرغ بلورین بهترین بازیگر نقش مکمل زن شده است. در میان بازیگران نقش مکمل زن، او به همراه فاطمه معتمدآریا، نیکو خردمند، شبنم مقدمی و مهتاب نصیرپور هرکدام با دو سیمرغ، رکوردار دریافت این جایزه به‌شمار می‌آیند.
| جشنواره                           | سال  | عنوان                           | اثر                        | نتیجه        | منبع    |
| --------------------------------- | ---- | ------------------------------- | -------------------------- | ------------ | ------- |
| جشنواره فیلم فجر                  | ۱۳۹۳ | بهترین نقش مکمل زن              | عصر یخبندان                | برنده        | [ ۴۴ ]  |
| جشنواره فیلم فجر                  | ۱۳۹۶ | بهترین نقش مکمل زن              | چهارراه استانبول و عرق سرد | برنده        | [ ۴۴ ]  |
| جشنواره فیلم فجر                  | ۱۴۰۱ | بهترین نقش مکمل زن              | یادگار جنوب                | نامزدشده     |         |
| جشنواره فیلم فجر                  | ۱۴۰۲ | بهترین بازیگر زن                | نبودنت                     | نامزدشده     | [ ۶۱ ]  |
| جشنواره بین‌المللی تئاتر فجر       | ۲۰۱۴ | بهترین بازیگر زن تئاتر          | ترن                        | نامزدشده     | [ ۱۲۵ ] |
| جشن حافظ                          | ۱۳۹۳ | بهترین بازیگر زن سینما          | عصر یخبندان و شکاف         | نامزدشده     | [ ۱۲۵ ] |
| جشن حافظ                          | ۱۳۹۴ | بهترین بازیگر زن سینما          | وارونگی                    | نامزدشده     | [ ۱۲۵ ] |
| جشن حافظ                          | ۱۳۹۶ | بهترین بازیگر زن سینما          | عرق سرد                    | نامزدشده     | [ ۱۲۵ ] |
| جشن حافظ                          | ۱۳۹۷ | بهترین بازیگر زن سینما          | امیر                       | نامزدشده     | [ ۱۲۵ ] |
| جشن حافظ                          | ۱۳۹۹ | بهترین بازیگر زن درام تلویزیونی | قورباغه                    | نامزدشده     | [ ۱۲۵ ] |
| جشن حافظ                          | ۱۳۹۷ | بهترین بازیگر زن تئاتر          | بینوایان                   | نامزدشده     | [ ۱۲۵ ] |
| جشن خانهٔ سینما                    | ۱۳۸۵ | بهترین بازیگر نقش مکمل زن       | میم مثل مادر               | نامزدشده     | [ ۱۲۵ ] |
| جشن خانهٔ سینما                    | ۱۳۸۷ | بهترین بازیگر نقش مکمل زن       | طلا و مس                   | نامزدشده     | [ ۱۲۶ ] |
| جشن خانهٔ سینما                    | ۱۳۹۳ | بهترین بازیگر نقش مکمل زن       | شکاف                       | نامزدشده     | [ ۱۲۵ ] |
| جشن منتقدان و نویسندگان سینمایی   | ۱۳۹۱ | بهترین بازیگر نقش مکمل زن       | آسمان زرد کم‌عمق            | نامزدشده     | [ ۱۲۵ ] |
| جشن منتقدان و نویسندگان سینمایی   | ۱۳۹۴ | بهترین بازیگر نقش مکمل زن       | عصر یخبندان                | دیپلم افتخار | [ ۱۲۵ ] |
| جشن منتقدان و نویسندگان سینمایی   | ۱۳۹۴ | بهترین بازیگر نقش مکمل زن       | شکاف                       | نامزدشده     | [ ۱۲۵ ] |
| جشن منتقدان و نویسندگان سینمایی   | ۱۳۹۴ | بهترین بازیگر زن نقش اول        | وارونگی                    | نامزدشده     | [ ۱۲۵ ] |
| جشن منتقدان و نویسندگان سینمایی   | ۱۳۹۶ | بهترین بازیگر زن نقش اول        | امیر                       | نامزدشده     | [ ۱۲۵ ] |
| جشن منتقدان و نویسندگان سینمایی   | ۱۳۹۶ | بهترین بازیگر نقش مکمل زن       | عرق سرد                    | برنده        | [ ۴۴ ]  |
| جشنواره بین‌المللی فیلم شهر        | ۲۰۱۹ | بهترین بازیگر زن                | چهارراه استانبول           | نامزدشده     | [ ۱۲۵ ] |
| جشنواره بین‌المللی فیلم زنان بیروت | ۲۰۲۱ | بهترین بازیگران گروه بین‌المللی  | خط فرضی                    | برنده        | [ ۱۲۷ ] |